# Nuno da Cunha
Nuno da Cunha, född omkring 1487, död 5 mars 1539, var en portugisisk militär, son till Tristão da Cunha.
Han följde 1506 sin far till Indien, där han 1528 blev vicekung, och förstörde som sådan Mombasa, erövrade Diu och dog på hemvägen.